# 396 (numero)
Trecentonovantasei (396) è il numero naturale dopo il 395 e prima del 397.

## Proprietà matematiche
- È un numero pari.
- È un numero composto da diciotto divisori: 1, 2, 3, 4, 6, 9, 11, 12, 18, 22, 33, 36, 44, 66, 99, 132, 198, 396. Poiché la somma dei divisori (escluso il numero stesso) è 696 > 396, è un numero abbondante.
- È un numero ennagonale.
- È un numero di Harshad (in base 10), cioè è divisibile per la somma delle sue cifre.
- È un numero pratico.
- È un numero palindromo e un numero a cifra ripetuta nel sistema di numerazione posizionale a base 21 (II) e in quello a base 32 (CC).
- È un numero rifattorizzabile in quanto divisibile per il numero dei propri divisori.
- È parte delle terne pitagoriche (80, 396, 404), (165, 396, 429), (203, 396, 445), (255, 396, 471), (297, 396, 495), (396, 403, 565), (396, 528, 660), (396, 672, 780), (396, 847, 935), (396, 1053, 1125), (396, 1155, 1221), (396, 1425, 1479), (396, 1760, 1804), (396, 2160, 2196), (396, 3255, 3279), (396, 3553, 3575), (396, 4347, 4365), (396, 6528, 6540), (396, 9797, 9805), (396, 13065, 13071), (396, 19600, 19604), (396, 39203, 39205).

## Astronomia
- 396P/Leonard è una cometa periodica del sistema solare.

- 396 Aeolia è un asteroide della fascia principale del sistema solare.
- NGC 396 è una galassia della costellazione dei Pesci.

## Astronautica
- Cosmos 396 è un satellite artificiale russo.